# TVV – Csik-Szt.-Király bis Szala
Die TVV – Csik-Szt.-Király bis Szala waren 15 Dampflokomotiven für den Personenverkehr der ungarischen k.k. priv. Theiß-Eisenbahn (ung. Tiszavidéki Vasút, TVV).

## Geschichte
Die Lokomotiven wurden 1857/1858 von der Lokomotivfabrik der StEG geliefert. Die Fahrzeuge erhielten die Betriebsnummern 15–29 und die Namen CSIK-SZT.-KIRÁLY, MAGYAR-SZÖGYÉNY, DEBRECZIN, NAGY-APPONY, KRASZNA-HORKA, HARANGOD, TOKAJ, MISKOLCZ, ARAD, NAGY-VARÁD, PEST, VINNA, DRAVECZ, HORTOBÁGY und SZALA.
Nach der Verstaatlichung der Theißbahn 1880 bekamen sie im ersten Bezeichnungsschema der MÁV die Nummern 301–315. Die 301–305 wurden von der Maschinenfabrik Budapest 1880 umgebaut, wobei der Druck des Kessels erhöht und ein zeitgemäßes Führerhaus installiert wurde. Im zweiten Bezeichnungsschema der MÁV 1891 wurden die noch vorhandenen zwölf Maschinen als Ib 301–305 und als Ic 306–312 eingeordnet.
Die letzten Fahrzeuge dieser Bauart wurden von der MÁV bis 1905 ausgemustert.